# Ancón (Panama)
Ancón is een deelgemeente (corregimiento) van de gemeente (distrito) Panamá in de provincie Panamá. In 2015 was het inwoneraantal 45.000. De gouverneur is Iván Vásquez.
Een bekende stadswijk (barrio urbano) en haven is Balboa

## Geboren
- Fred Leslie (1951), Amerikaans astronaut